# Attale (stoïcien)
Pour les articles homonymes, voir Attale.
Attale (en grec ancien Ἄτταλος) était un philosophe stoïcien du début du Ier siècle ap. J.-C., sous le règne de Tibère. 

## Biographie
Ses critiques sur le faste des autorités impériales lui valent la disgrâce de celles-ci. Ruiné à la suite d'une fraude sur sa propriété organisée par le préfet de la garde prétorienne Séjan puis banni de Rome par ce dernier en l'an 31 apr. J.-C., Attale devint alors agriculteur.

## Enseignement
Il est célèbre pour avoir enseigné la philosophie à Sénèque aux alentours de l'an 20 apr. J.-C. Sénèque le cite très fréquemment et parle de lui avec une grande estime. Le père de Sénèque, Sénèque l'Ancien le décrit comme un homme d'une grande éloquence et de loin le philosophe le plus pertinent de son époque mais aussi le plus discret. 
Il s'attachait à l'étude des phénomènes naturels et il nous reste une mention de son travail sur la foudre.